# Tjyrnovaslabodski rajon
Tjyrnovaslabodski rajon (belarusiska: Чырвонаслабодскі раён)  var en rajon i Belarusiska SSR, Sovjetunionen mellan 1924 och 1959. Den hade Tjyrvonaja Slabada som centralort. Dess storlek varierade över tid, 1926 hade den en yta på 916 km2 (och en befolkning på 30 100 personer), medan dess yta 1947 var ungefär 700 km2.